# ألفريد ف. فيرفل
ألفريد فيكتور فيرفل (16 نوفمبر 1890- 10 مارس 1970)، وهو رائد طيران ومصمم طائرات، له مساهمات عديدة في الطيران المدني والعسكري، وكان مسؤولًا عن تصميم وتطوير نحو 20 طائرة تجارية وعسكرية خلال 47 عامًا من العمل في صناعة الطيران. اشتهر فيرفل بتصميم القوارب الطائرة وطائرات السباق العسكرية -مثل طائرة سباق الرقم القياسي فيرفل سبيري آر3- وسلسلة من طائرات المقصورة التجارية. مُنحت الطائرات التي صممها جائزة بوليتزر سبيد كلاسيك عامي 1920 و1924.
أسس فيرفل ثلاث شركات طيران، هي الشركة العامة للطائرات وشركة فيرفل للطائرات وشركة بوهل للطائرات. عمل مع الجنرال بيلي ميتشل في مجال الخدمة الجوية للجيش الأمريكي في الفترة 1918 - 1925. وفي الفترة 1937 - 1945، عمل مستشارًا لشركات دوغلاس وكورتيس رايت وسنايد ودريكسيل. عمل فيرفل 16 عامًا لصالح الحكومة الفيدرالية الأمريكية، تحديدًا في مكتب الملاحة الجوية قبل تقاعده سنة 1961.
حصل فيرفل على العديد من الأوسمة والجوائز، متضمنةً اختياره عضوًا في المتحف الوطني للطيران والفضاء التابع لمؤسسة سميثسونيان سنة 1962. أصدرت دائرة البريد الأمريكية طابع بريد جوي سنة 1985 تكريمًا لفيرفل. سنة 1991، ذُكر بعد وفاته في قاعة مشاهير الطيران في ميشيغان.

## النشأة والوظيفة
وُلد فيرفل في أتلانتيك- ماين، وهي بلدة صغيرة في شبه جزيرة ميشيغان العليا في 16 نوفمبر 1890 ابنًا لفيكتور فيرفل وفابيانا ميرون. في طفولته اشترت والدته له طائرة ورقية من طراز كوني من سيرز روبوك، أسرت هذه الطائرة خياله وبدأ اهتمامه بالطيران والطائرات. بدأ فيرفل بقراءة قصص عن الأخوين رايت في الصحف والمجلات باهتمام كبير، فيما بعد كتب إلى الأخوين رايت وجيلين كيرتس واستلم ردودًا منهم.
بعد تخرجه من مدرسة آدمز تاونشب الثانوية، التحق فيرفل بدورة من طريق المراسلة في الهندسة الكهربائية، ثم انتقل إلى ديترويت في ميشيغان بعمر العشرين، في الفترة 1910 - 1913 عمل في أقسام الكهرباء في شركة ديترويت إديسون التابعة لشركة فورد للمحركات وشركة هدسون لمحركات السيارات. بحلول 1913، اتخذ فيرفل قراره بشأن رغبته في تعلم الطيران. قدّم محرر ومالك صحيفة ديترويت نيوز ويليام آدموند سكريبس فيرفل إلى جلين كيرتس في يوليو 1913. شجع كيرتس فيرفل على الالتحاق بمدرسة الطيران في ربيع 1914. ذهب فيرفل إلى هاموندسبورت في نيويورك في فبراير 1914 حيث شركة كيرتس للطائرات، وأخبر كيرتس أنه يريد العمل متدربًا في التصميم والهندسة، وافق كيرتس وبدأ فيرفل مهنة الطيران.
برع فيرفل رسامًا ومصممًا، لكنه أراد الالتحاق بمدرسة الطيران كي يصبح طيار المعرض. بعد التقديم ثلاث مرات لمدرسة كيرتس للطيران، ذهب فيرفل إلى كيرتس الذي أجابه: «لا، سيدي. فيرفل، لا يمكن أن تكون طيارًا، يمكننا الحصول على كل الطيارين الذين نريدهم. ما نريده هم المصممين، أنت -حقًا- مصمم لكنك لا تدرك ذلك». في أثناء وجوده في كيرتس، كان لفيرفل دور فعال في تطوير الطائرة المائية الأمريكية عبر المحيط الأطلسي -من طراز كيرتس إتش 2- وأيضًا في شهرة كيرتس جيني في الحرب العالمية الأولى. في خريف 1914، ترك فيرفل الشركة وانضم إلى شركة أيرومارين للطائرات والمحركات في نيوجيرسي، ثم انضم إلى شركة توماس مورس للطيران. في مارس 1915، عاد إلى ديترويت والتحق بالشركة العامة للطيران، حيث أصدر أول تصميم كامل له «طائرة فيرفل المائية» وفقًا للمواصفات التي أرادها.
في 9 يوليو 1917، تزوج فيرفل بيرثا إم. كامراث في إسكانابا بولاية ميشيغان، وأنجبا 3 أطفال: بيتي وجانيت وميرون. سنة 1917، غادر فيرفل الشركة العامة للطائرات ليصبح مهندسًا تنفيذيًا لمؤسسة فيشر بودي، حيث أشرف على بناء طائرات دي هافيلاند دي إتش-4.

## الخدمة في الجيش الأمريكي
في يونيو 1918، التحق فيرفل بقطاع الهندسة للخدمة الجوية للجيش الأمريكي مهندسًا مدنيًا، وكان مقر قسم الهندسة في ماكوك فيلد في دايتون أوهايو. سنة 1920، اكتسب المهندس الشاب شهرةً وطنية عندما فازت طائرته فيرفل-باكورد آر-1 بكأس بوليتزر سبيد كلاسك في أول سباقات جوية وطنية -في روزفلت فيلد، نيويورك- متغلبًا على 24 طائرة أخرى، وحقق سرعة قصوى تبلغ 156.54 ميلًا في الساعة.
سنة 1919، طلب العميد ويليام ميتشل من قسم الهندسة تصميم «دراجة نارية هوائية» خفيفة الوزن يمكن أن تعمل حلقة وصل بين وحدات الجيش الميدانية. أنهى فيرفل التصميم في أوائل 1920. تعاقد مع شركة لورانس سبيري للطائرات في فارمنجديل لبناء 5 طائرات مراسلة في أبريل 1920، وكانت أول رحلة في 1 نوفمبر. لاحقًا صدرت طائرة فيرفل-سبيري إم-1، وتتميز بصغر حجمها وبنائها البسيط وتُعد غير مكلفة، ما جعلها مثاليةً للاختبار والتجريب. استخدمت اللجنة الاستشارية الوطنية للملاحة الجوية إحدى تلك الطائرات في برامجها البحثية الديناميكية الهوائية الرائدة في الفترة 1923 - 1929. عدلت شركة سبيري 12 طوربيدًا جويًا يمكن التحكم به بواسطة موجات الراديو، وطوروا جهازًا مراسلًا لإنجاح الإطلاق الأول للمنطاد في ديسمبر 1924.
بعد الحرب العالمية الأولى، انضم فيرفل إلى الجنرال بيلي ميتشل ومساعده الملازم كلايتون بيسيل في رحلة الإبحار إلى أوروبا في ديسمبر 1921 بوصفه مستشارًا هندسيًا. تجول الرجال الثلاثة في فرنسا وإيطاليا وألمانيا وهولندا وإنجلترا للتحقق من التقدم الأوروبي في مجال الطيران، وأصدروا تقريرًا من 206 صفحة، نُشر ضمن معلومات الخدمة الجوية للجيش الأمريكي. طلب الجنرال ميتشل من فيرفل تجسيد بعض التطورات الأوروبية التي لاحظوها على أرض الواقع وإنتاج طائرة لمشاركة الخدمة الجوية للجيش الأمريكي في السباقات الجوية الوطنية القادمة لعام 1922.
كانت الطائرة الناتجة طائرة سباق فيرفل سبيري أر-3، وهي الطائرة الثانية التي استُخدمت فيها معدات الهبوط القابلة للسحب واحتوت العديد من الميزات المتقدمة آنذاك. واجهتهم صعوبات وتحديات قبل الانتهاء من صنع طائرة آر-3 لأن محرك كيرتس دي-12 المخطط له لم يكن متاحًا، لذا كان على فيرفل استخدام محرك هسبانو رايت إتش-3 الذي يعاني مشكلات اهتزاز كبيرة.
تنافست ثلاث طائرات أر-3 في سباقات 1922 الجوية الوطنية، لكن إحداها فقط حققت المركز الخامس، بسرعة قصوى تبلغ 181 ميلًا في الساعة. بعد سباق 1922، تمكن فيرفل أخيرًا من الحصول على محرك كيرتس دي-12. ثُبّت على طائرة أر-3، وبناء على التجارب أكد فيرفل أن هذه الطائرة من الممكن أن تحطم الرقم القياسي العالمي. في 31 مارس 1923، راقب أوفيرل رايت رسميًا من الأرض وضع الطيار الملازم ألكسندر بيرسون الابن، الذي حطم رقمًا قياسيًا عالميًا لسباق 500 كيلومتر بسرعة 167.73 ميلًا في الساعة، على مدار 10 دورات في حقل ويلبر رايت. وفي السباقات الجوية الوطنية سنة 1924، فازت طائرة أر-3 بكأس بوليتزر للسرعة بسرعة 216 ميلًا في الساعة.
سجل فيرفل 8 براءات اختراع في مجال الطيران لتقنيات متعددة مثل تصميم الجمالون للطائرة وتركيب جهاز التدفئة وآلية البندقية الميكانيكية.